# Aneta Martínková
Aneta Martínková je česká novinářka a hudebnice vystupující pod jménem Margo. Pracuje jako redaktorka na Rádiu Wave, píše pro časopis Full Moon a pracovala pro Novinky.cz a Českou televizi. Je spoluzakladatelkou labelu Bad Names, který založili s Tomášem Havlenem. Vystudovala obor Nová média na Filozofické fakultě Univerzity Karlovy. Na konzervatoři nedokončila studium zpěvu a v roce 2017 byla na studijním pobytu v USA, kde se věnovala studiu hudby. V roce 2019 získala ocenění Vinyla jako Objev roku a v roce 2020 Cenu Jany „Apačky“ Grygarové za publicistiku v prvním ročníku, kdy byla tato cena udílena. V návaznosti na toto ocenění vytvořila čtyřdílnou podcastovou sérii Území ozvěn Anety Martínkové pro Ceny Vinyla a Full Moon. Na té spolupracoval Pavel Turek jako editor a Martin Tvrdý vytvářel hudbu a zvukový design.
Jako Margo debutovala v roce 2018 s albem First I Thought Everyone’s Staring at Me but Then I Realized Nobody Cared - All the Creatures I Met Sitting on the Back Seat and How to Deal with What I’ve Learnt, za které sklidila pochvalné recenze a ocenění Vinyla. Její hudba bývá označována jako přemýšlivý pop a mísí se v ní různé odnože popu jako indie pop nebo dream pop.Texty na albu jsou konkrétní a odkazují na reálné zážitky. Dlouhý není jen název alba, ale dlouhými názvy jsou pojmenované i skladby, protože hudebnice nevěděla, jak je pojmenovat jednoslovně. Album nahrála ve spolupráci s producentem Tomášem Havlenem a dalšími hudebníky a vydala ho na vlastním labelu Bad Names.

## Diskografie
- First I Thought Everyone’s Staring at Me but Then I Realized Nobody Cared - All the Creatures I Met Sitting on the Back Seat and How to Deal with What I’ve Learnt (2018)

## Ocenění
- Objev roku, Ceny Vinyla 2019
- Cena Jany „Apačky“ Grygarové za publicistiku, Ceny Vinyla 2020